# 샤티용라팔뤼
샤티용라팔뤼 (Châtillon-la-Palud)는 프랑스 오베르뉴론알프 앵주의 코뮌이다. 샤티용라팔뤼에 사는 사람은 '샤티요네 / 샤티요네즈' (Chatillonnais / Chatillonnaises)라 부른다.

## 지리
샤티용라팔뤼는 동브 지역을 이루는 마을 중 하나로 앵강변에 위치해 있다. 코뮌 주변으로는 빌레트쉬랭, 샬라몽, 크랑, 빌리외로예몰롱, 생모리스드레망 등의 코뮌과 경계를 이룬다.

## 역사

### 지명
샤티용라팔뤼에서 '샤티용' (Chatillon)은 메로빙거 왕조 시대에 후기 라틴어 'castrum'에 접미사 '-ionem'을 붙인 지소접미사 'castellum'에서 파생된 것으로 보인다. castrum이라는 단어는 조그만 소탑에서 요새 도시에 이르기까지 모든 종류의 요새를 가리키는 말이었으나 이후로는 '성'이란 의미로, 마지막에는 '큰 별장'이라는 의미로 축소되었다.
12세기에는 이 일대에 교구가 설치되었다는 기록이 남아 있으며, 1300년부터는 라팔뤼 영지가 사보이아 백국의 영토가 되었다.

## 인구
| 연도 | 인구  | ±%    |
| ---- | ----- | ----- |
| 2004 | 1,336 | —     |
| 2006 | 1,395 | +4.4% |
| 2007 | 1,446 | +3.7% |
| 2008 | 1,496 | +3.5% |
| 2009 | 1,546 | +3.3% |
| 2010 | 1,562 | +1.0% |
| 2011 | 1,583 | +1.3% |
| 2012 | 1,578 | −0.3% |
| 2013 | 1,573 | −0.3% |
| 2014 | 1,568 | −0.3% |
| 2015 | 1,566 | −0.1% |
| 2016 | 1,574 | +0.5% |

## 명소
- 샤티용라팔뤼 생티레네 교회 - 마을에서 가장 높은 곳에 위치한 교회로 1966년 6월 22일 프랑스 사적지로 지정되었다.
- 뷔블란 교회 - 로마네스크 양식을 띄고 있다.
- 팔뤼 성 유적 - 팔뤼 영주가 살았던 성으로 13세기에 지어졌다는 기록이 있었으나 앙리 4세 대에 이르러 폐허가 되었다.

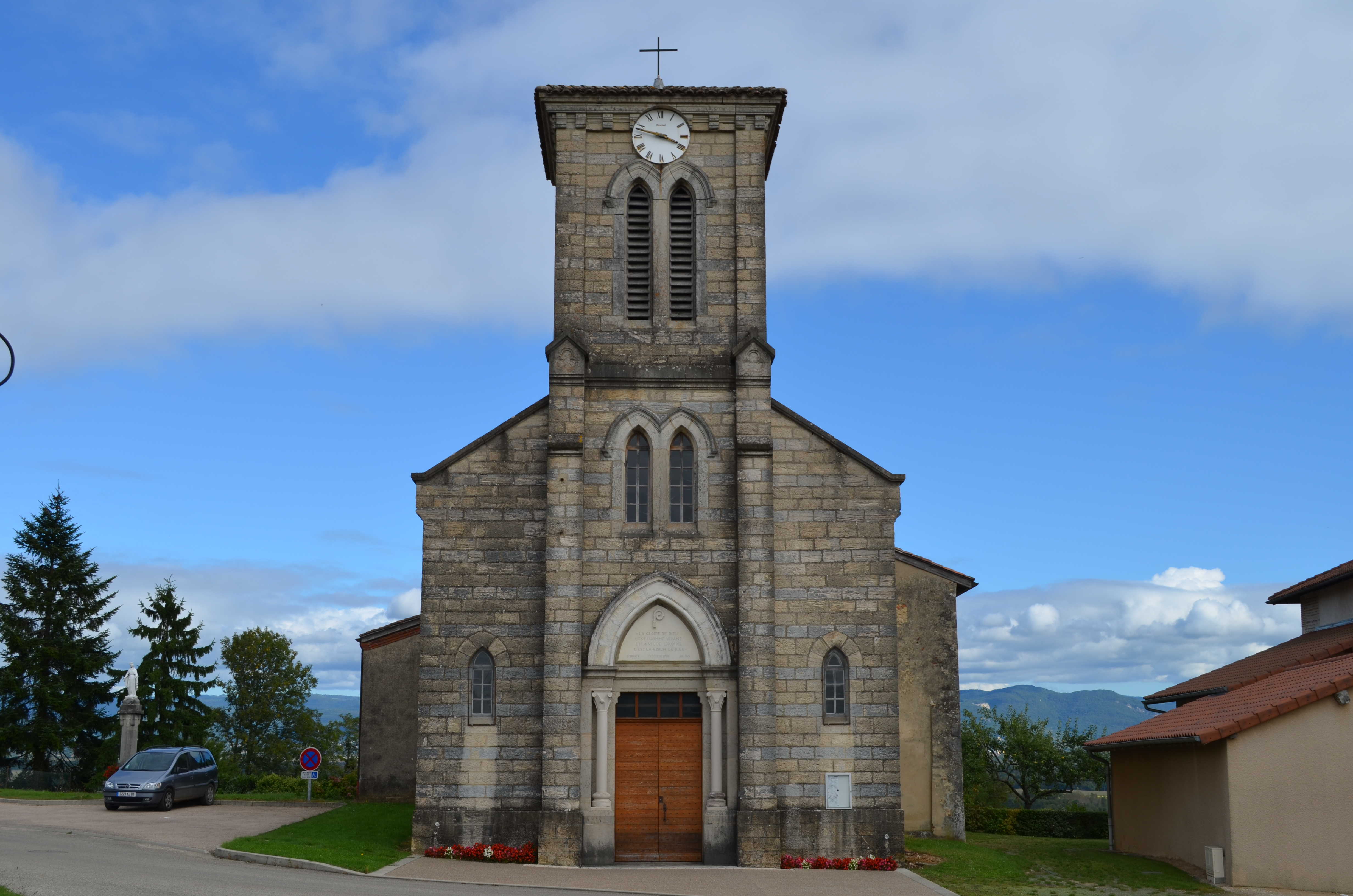
샤티용라팔뤼 생티레네 교회
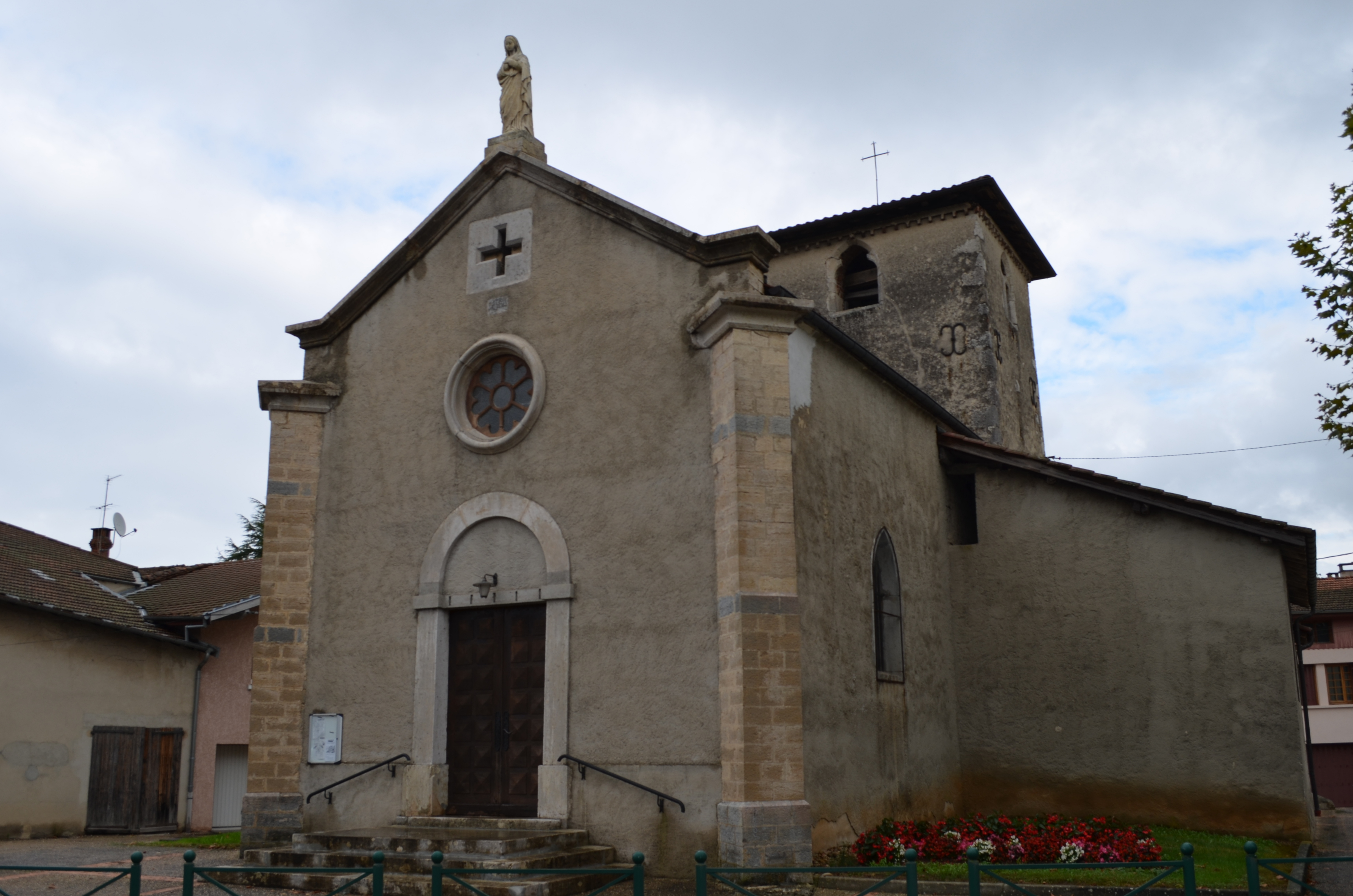
뷔블란 교회
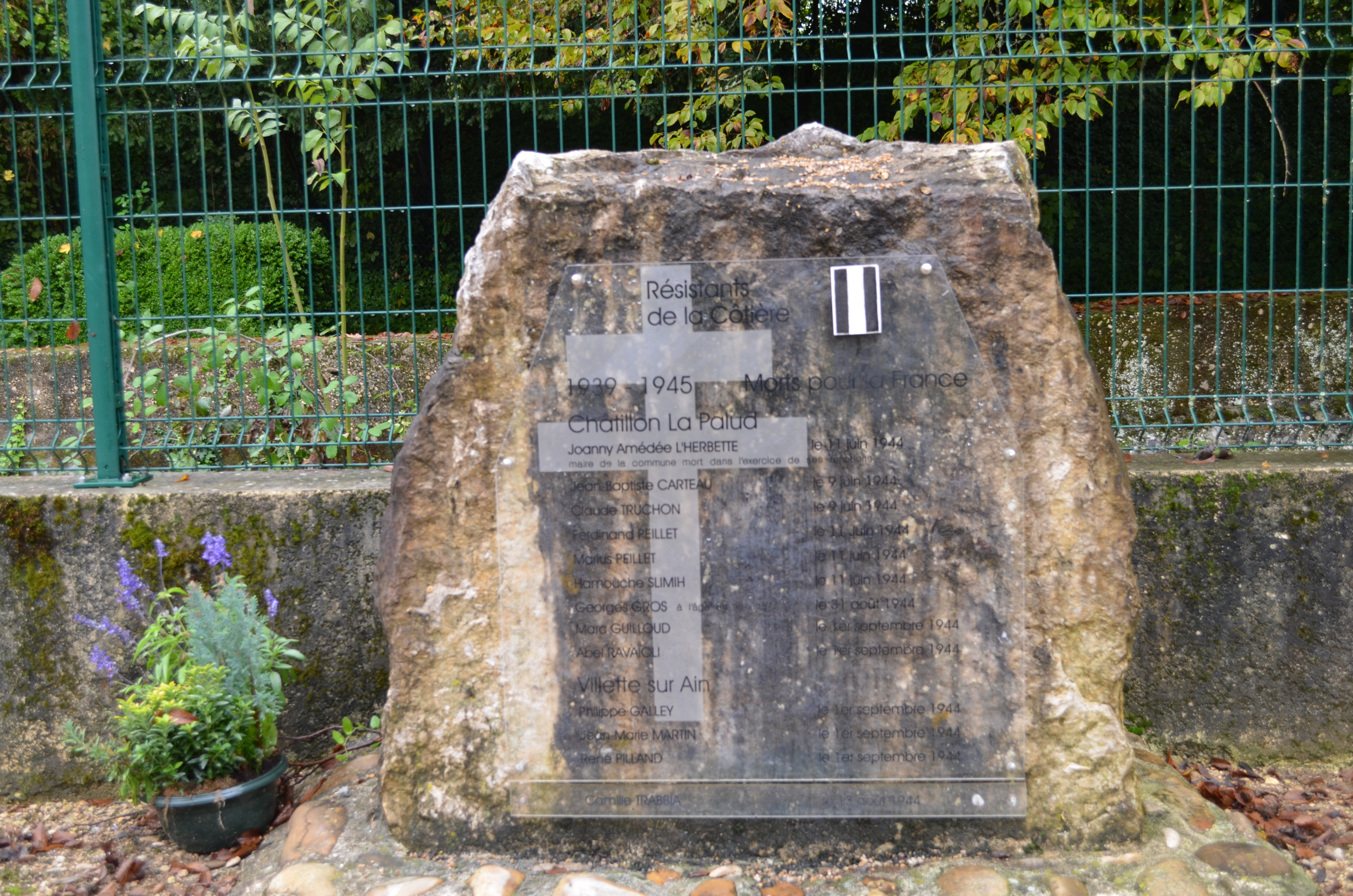
뷔블란의 조아니레르베트 광장에서 벌어진 저항 운동 기념물
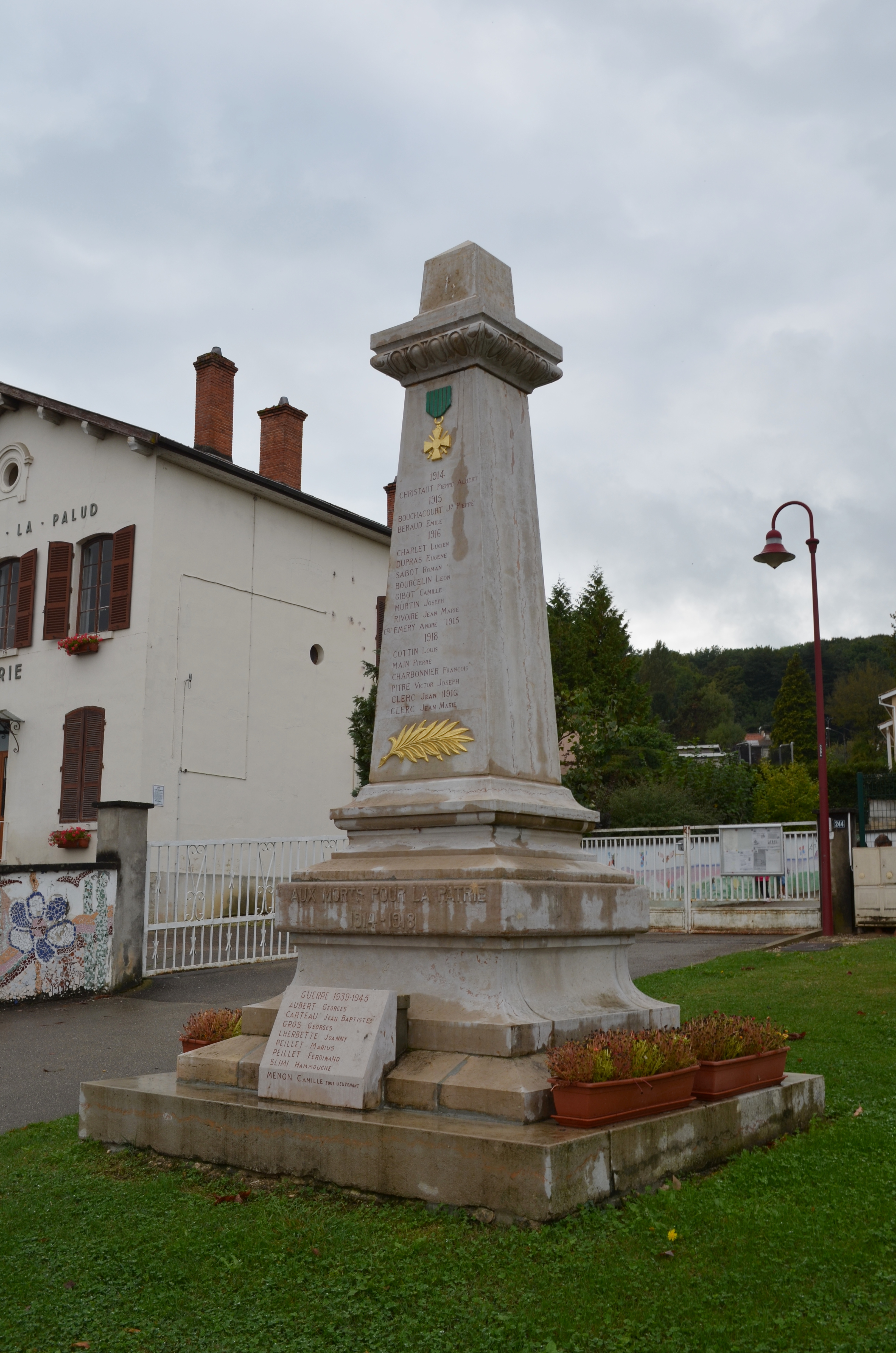
샤티용라팔뤼 위령비

## 자매 도시
- 독일 다이젠하우젠 (1988년)

## 같이 보기
- 앵 주의 코뮌 목록